# 예멘군

예멘군(Yemeni Armed Forces, 아랍어: الْقُوَّاتُ الْمُسَلَّحَةُ الْيَّمَّنِيَّة, 로마자: Al-Quwwat Al-Musallahah Al-Yamaniyah)는 예멘 공화국의 군대이다. 여기에는 예멘 육군(공화군 수비대 포함), 예멘 해군(해병대 포함), 예멘 공군(방공군 포함)이 포함된다. 2014년 기준 내전이 시작된 이후 군대는 분리되었다. 처음에는 알리 압둘라 살레 전 대통령의 충성파들과 압드라보 만수르 하디 대통령의 친예멘 정부군으로 분리됐다. 2024년 기준 국제적으로 인정받는 대통령 리더십 위원회(PLC)와 후티가 주도하는 최고 정치 위원회(SPC)로 분리됐다. 헌법에 따르면 예멘 대통령이 총사령관을 맡는다. 현재 PLC의 라샤드 알알리미 의장과 SPC의 마흐디 알 마샤트 의장 사이에 대통령직과 군 최고 지휘권을 놓고 논쟁이 벌어지고 있다. 내전 이전에는 연합군의 본부가 이 나라의 수도인 사나에 있었다.
2014년 이전에도 예멘의 군인 수는 상대적으로 높았다. 요컨대 예멘은 사우디아라비아에 이어 아라비아반도에서 두 번째로 큰 군사력을 보유하고 있다. 2012년 총 현역 병력은 다음과 같이 추산되었다: 육군 66,700명, 해군 7,000명, 공군 5,000명. 2007년 9월 정부는 병역의무 부활을 발표했다. 2006년 전체 정부예산의 약 40%를 차지했던 예멘의 국방예산은 군사 징집이 발효되고 내부 안보 위협이 계속 확대됨에 따라 단기적으로 높은 수준을 유지할 것으로 예상된다.